# Adrianu Mare, Mureș
Adrianu Mare (în maghiară Nagyadorján) este un sat în comuna Gălești din județul Mureș, Transilvania, România.

## Istoric
Pe Harta Iosefină a Transilvaniei din 1769-1773 (Sectio 144), localitatea a apărut sub numele de „Nagy Adorjan”.

## Imagini

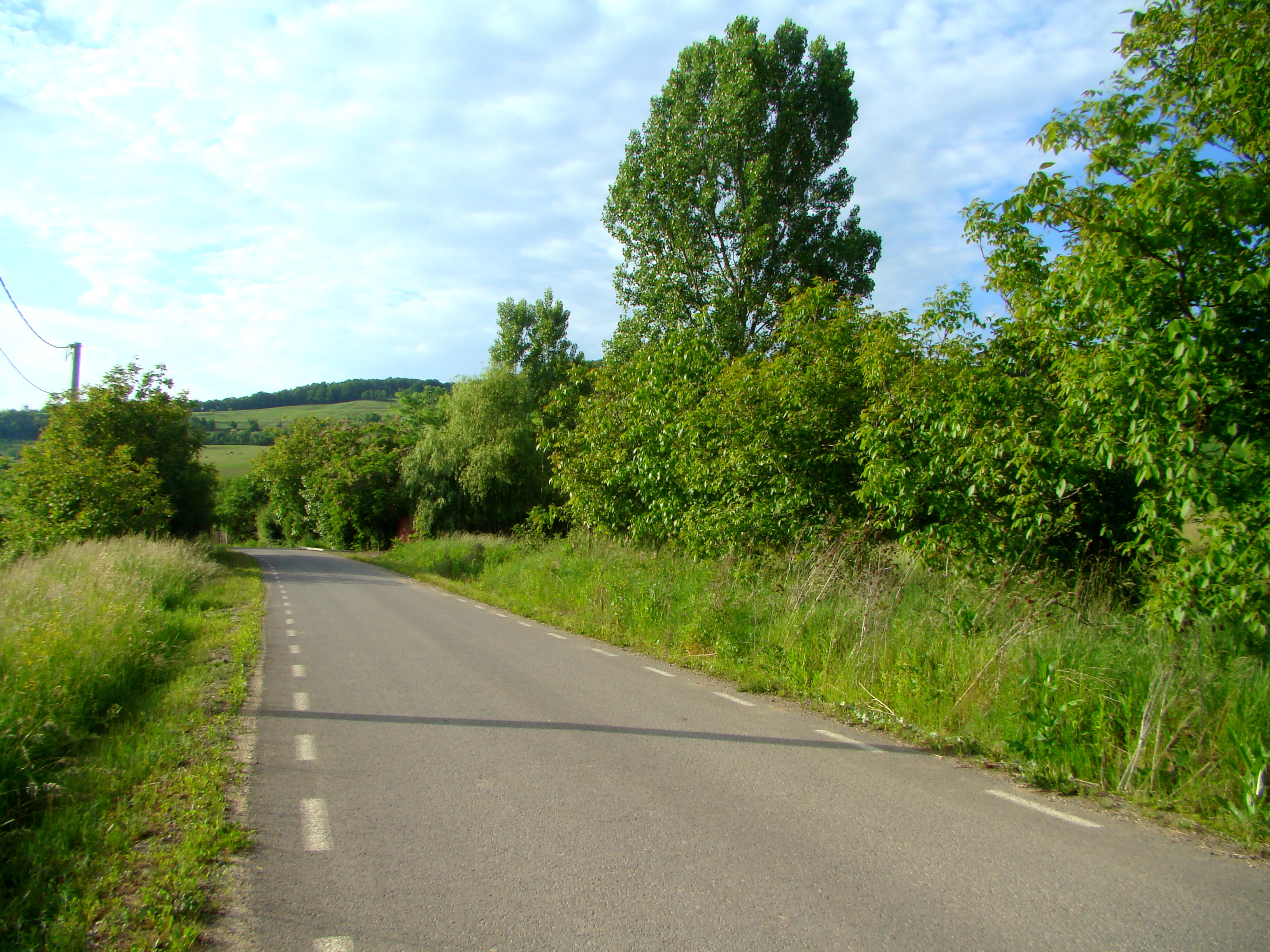
Drumul Adrianu Mic-Adrianu Mare
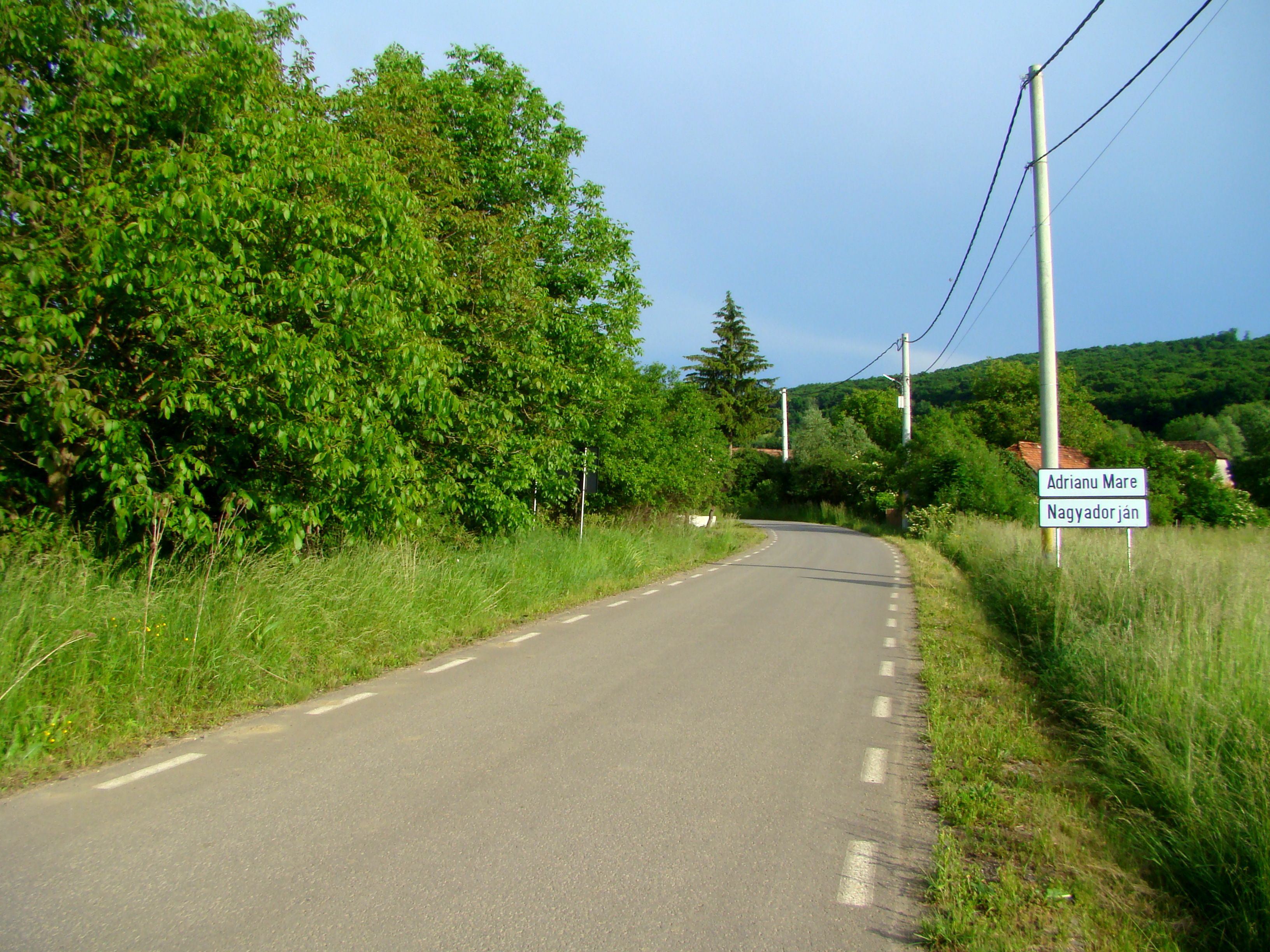
Intrarea în localitate
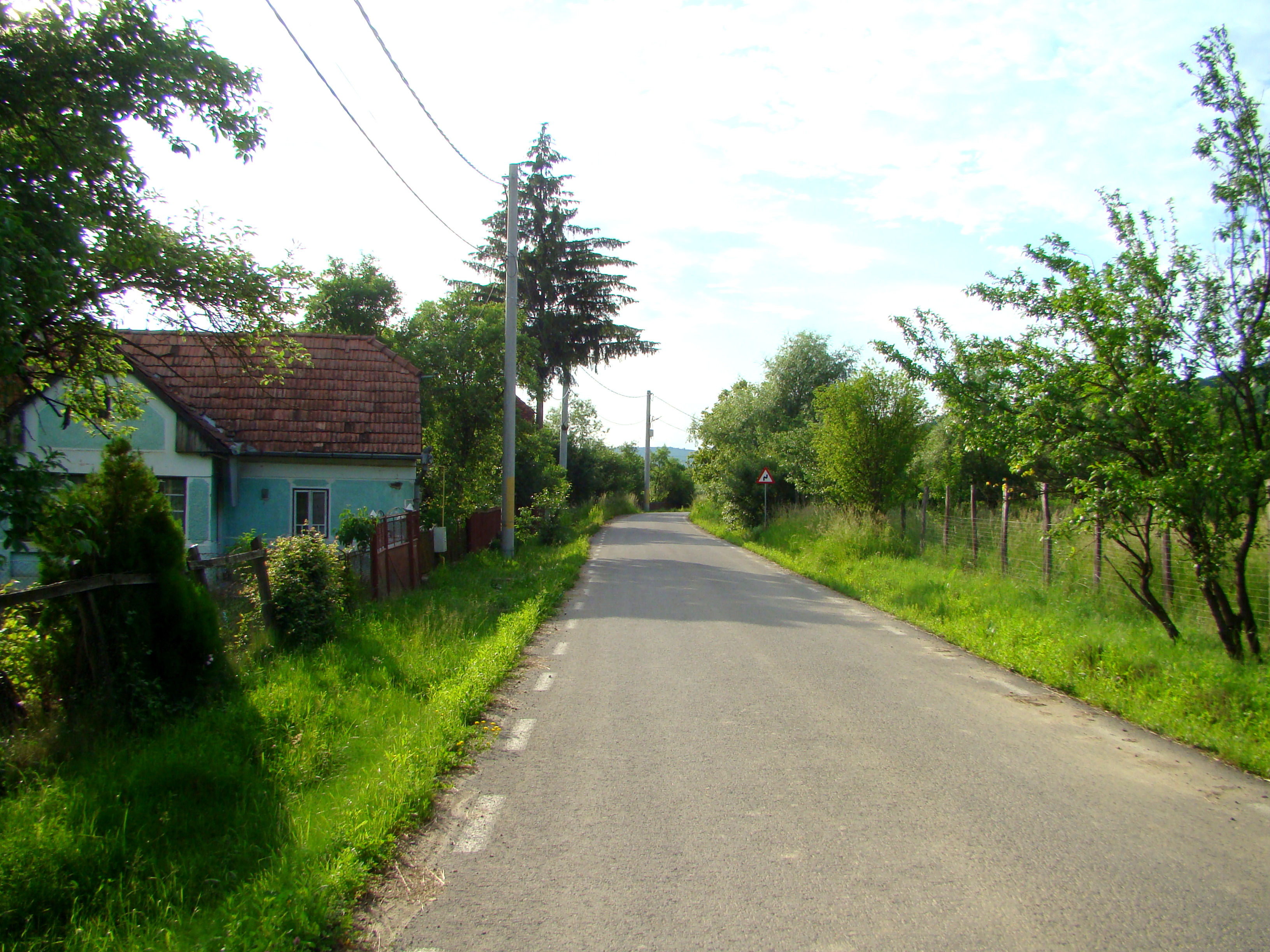
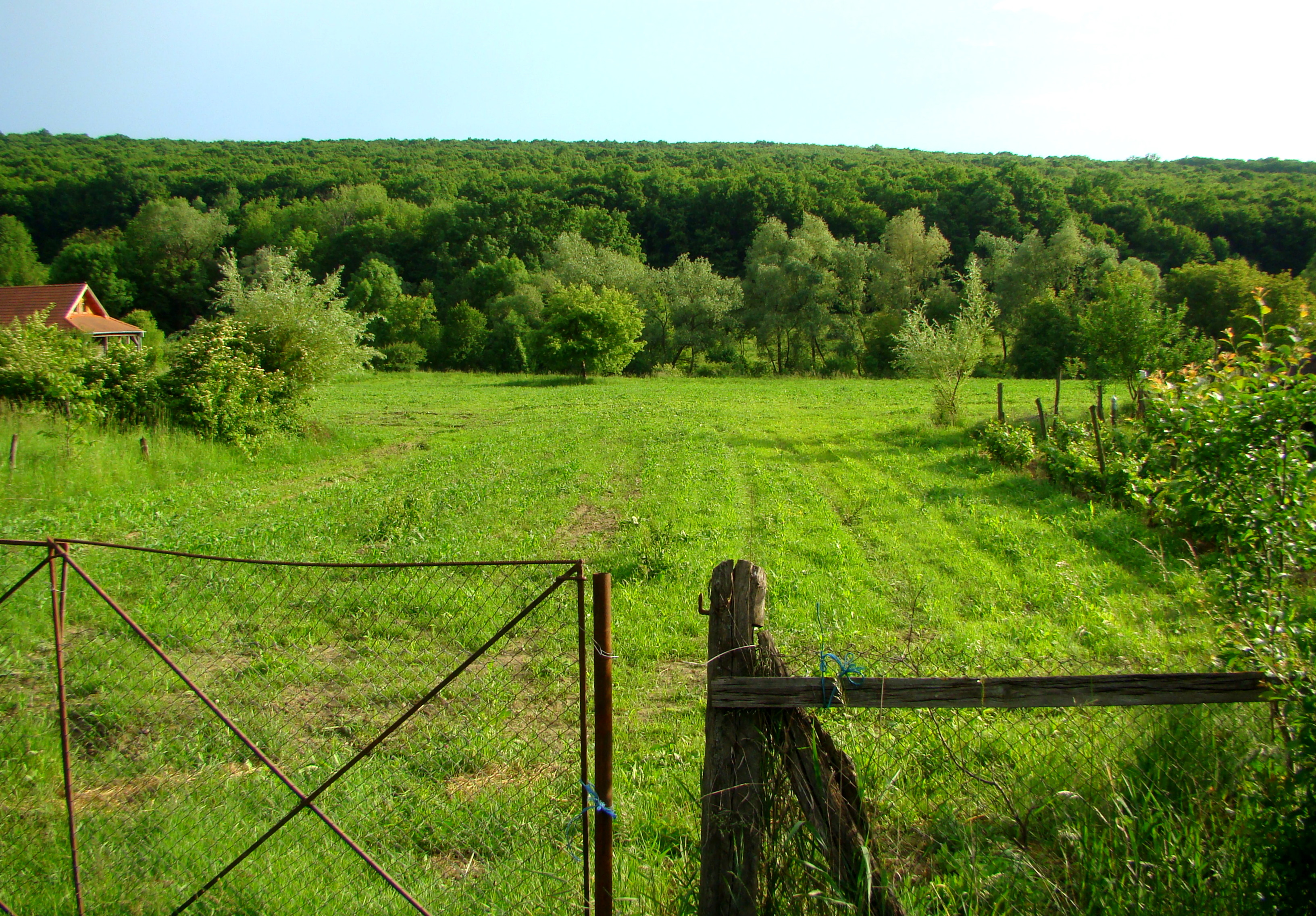
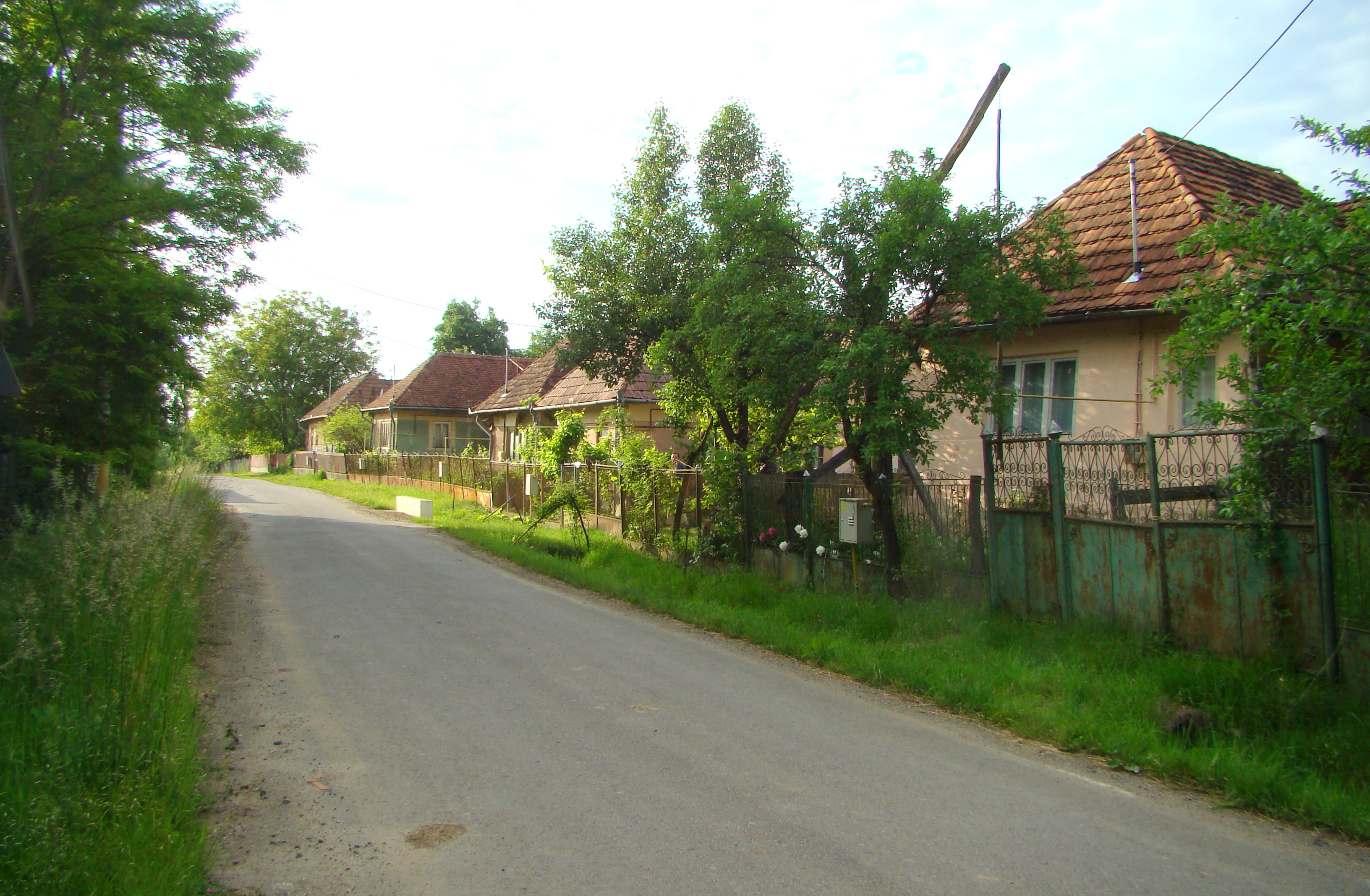
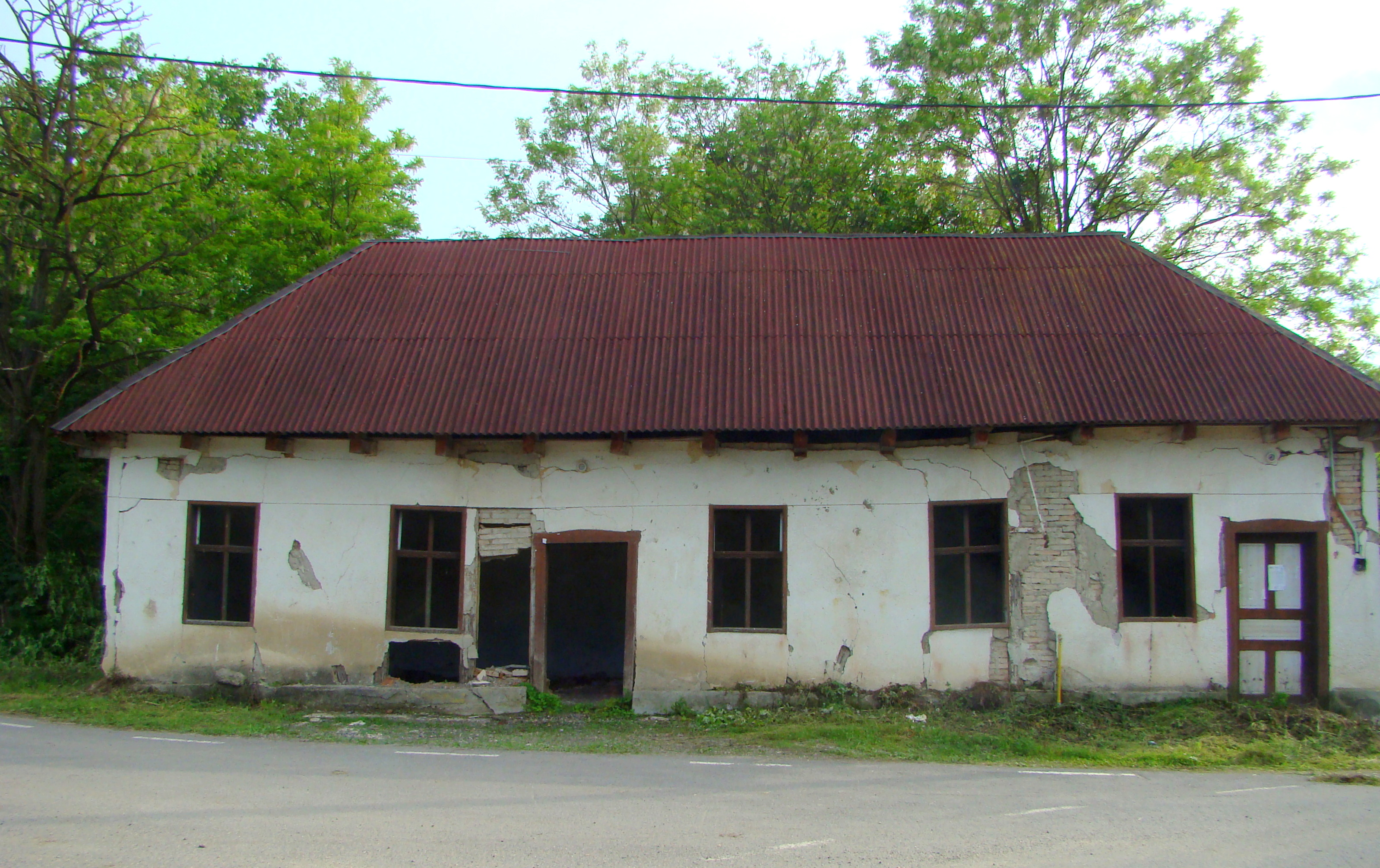
Fostul cămin cultural
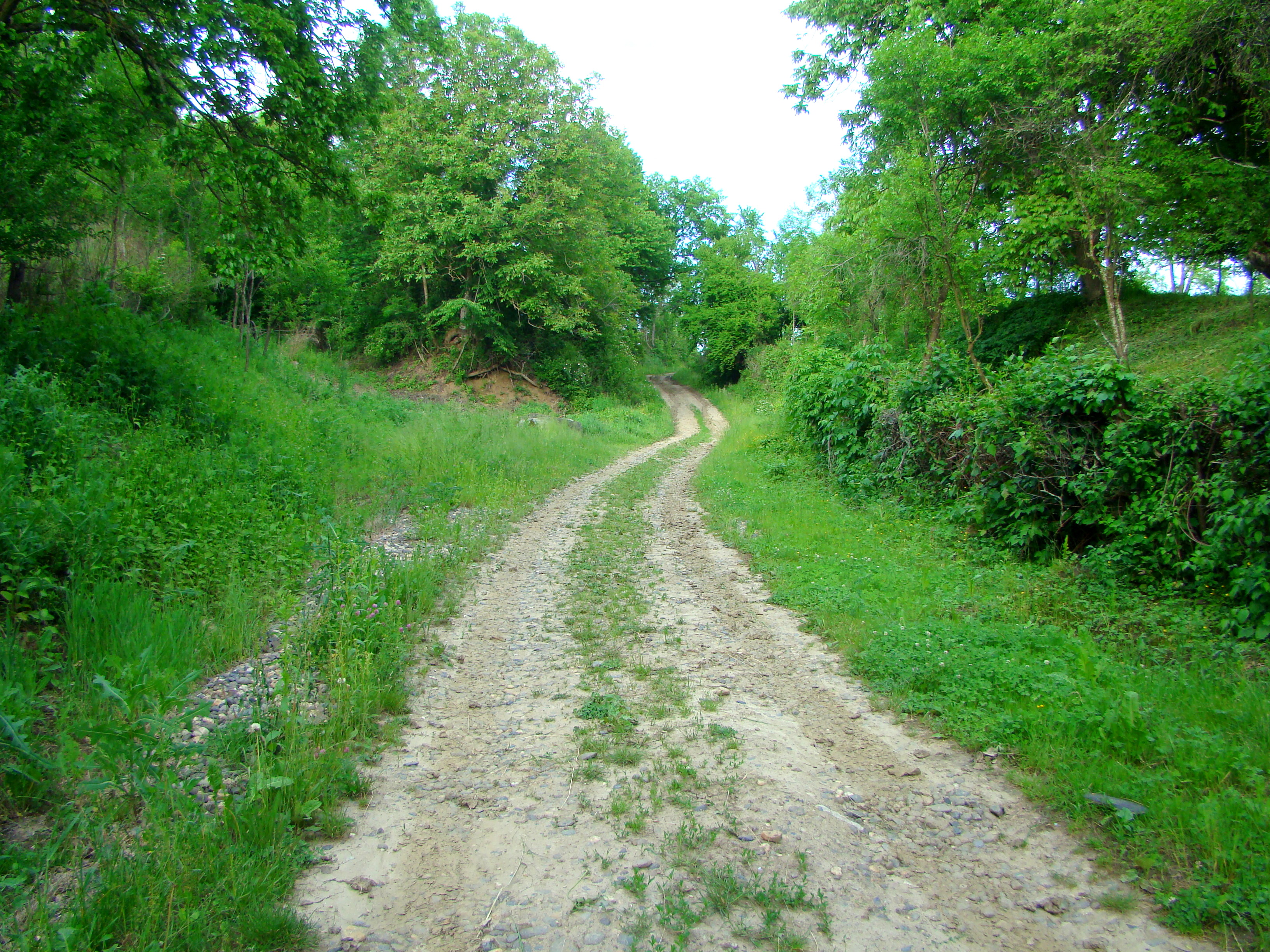
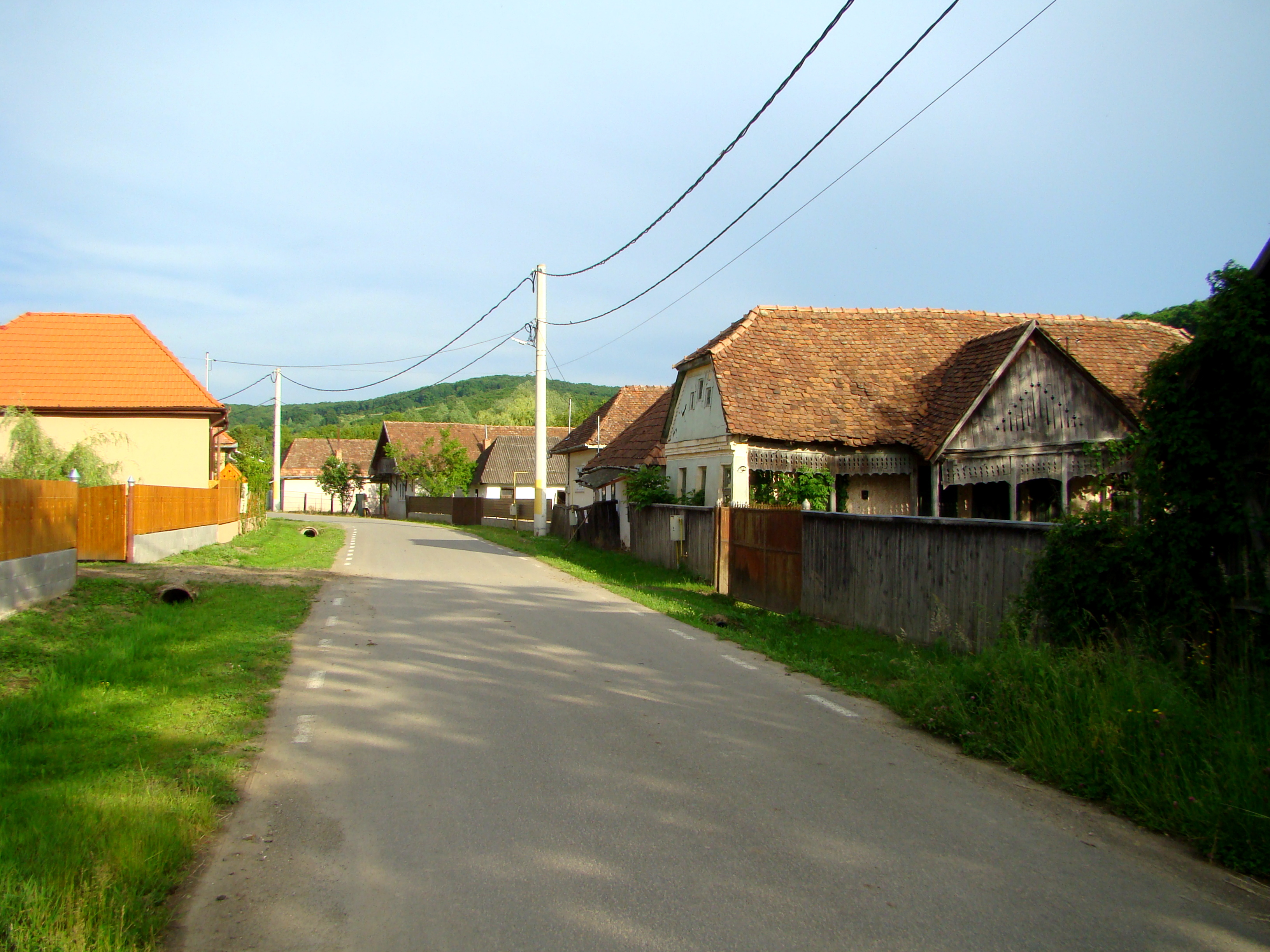
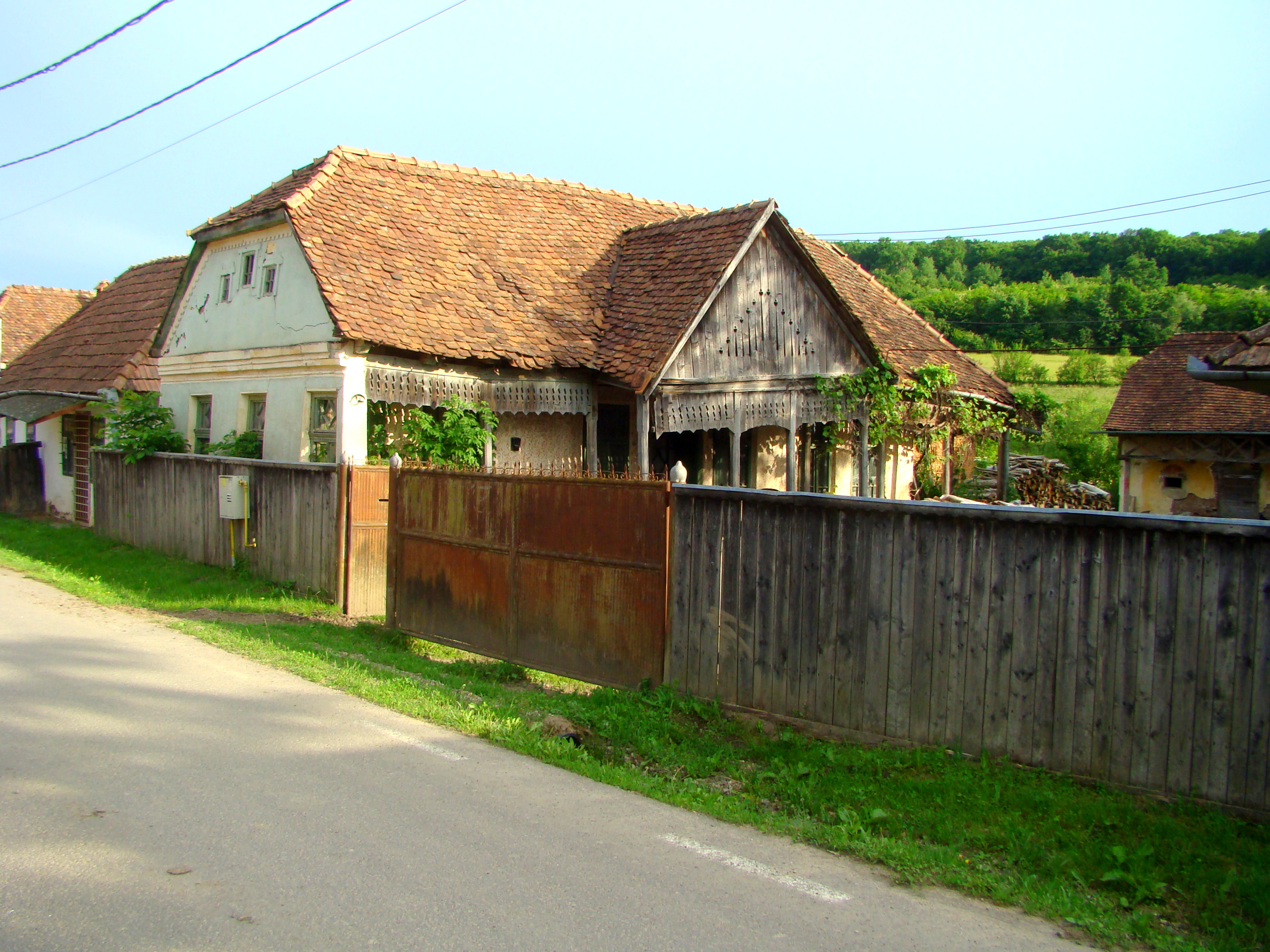
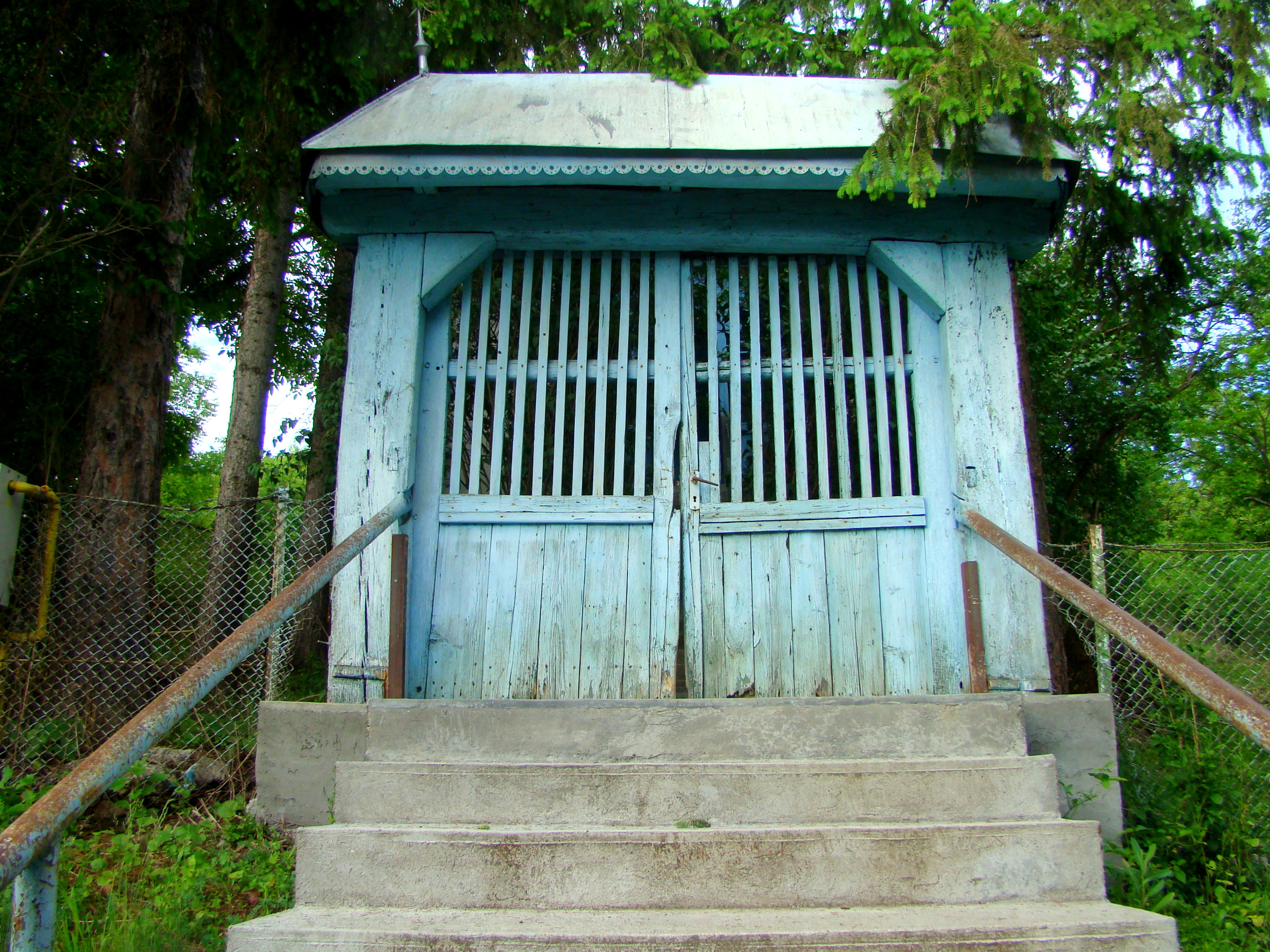
Poarta de lemn a bisericii reformate
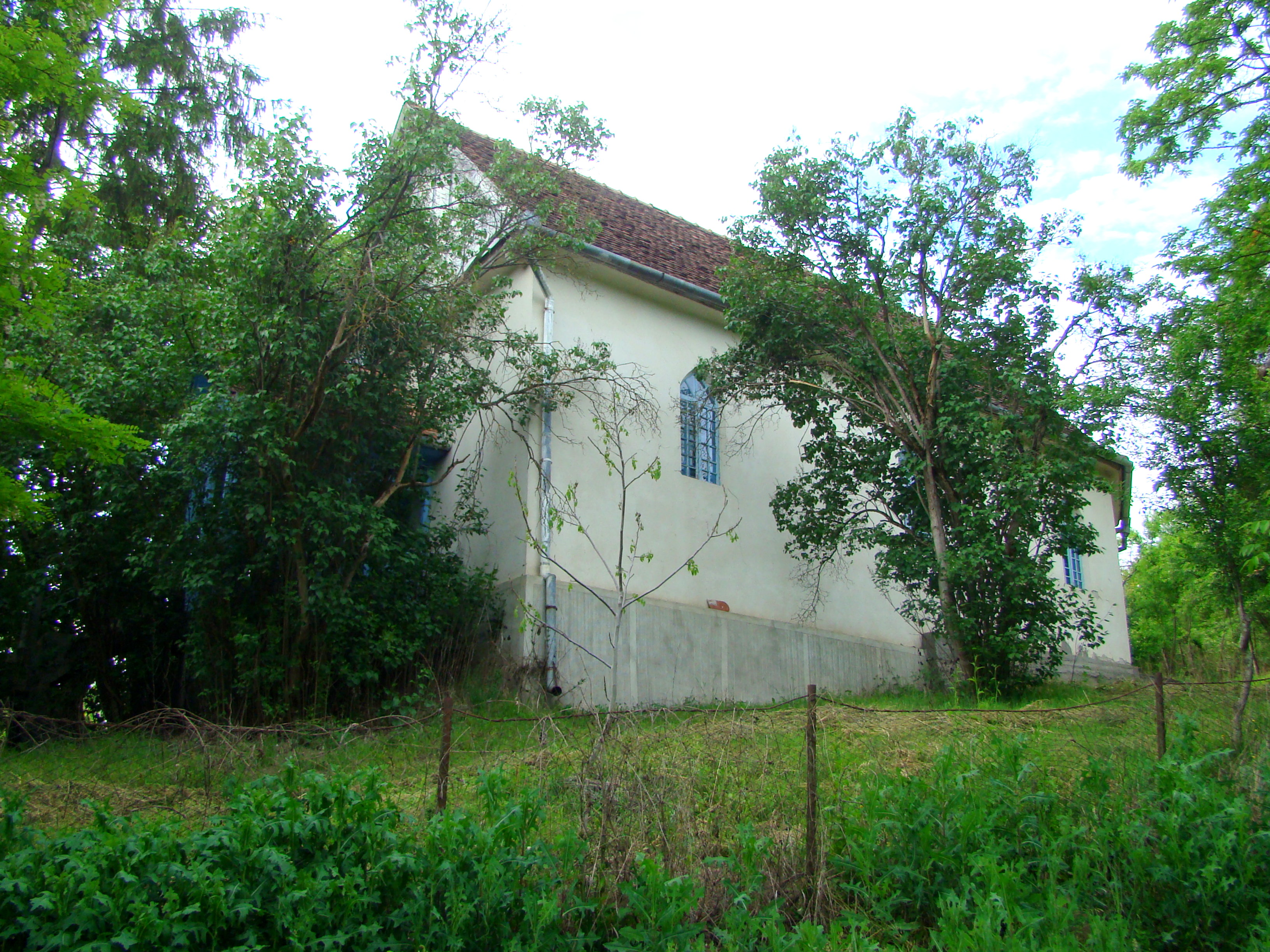
Biserica reformată (1927)
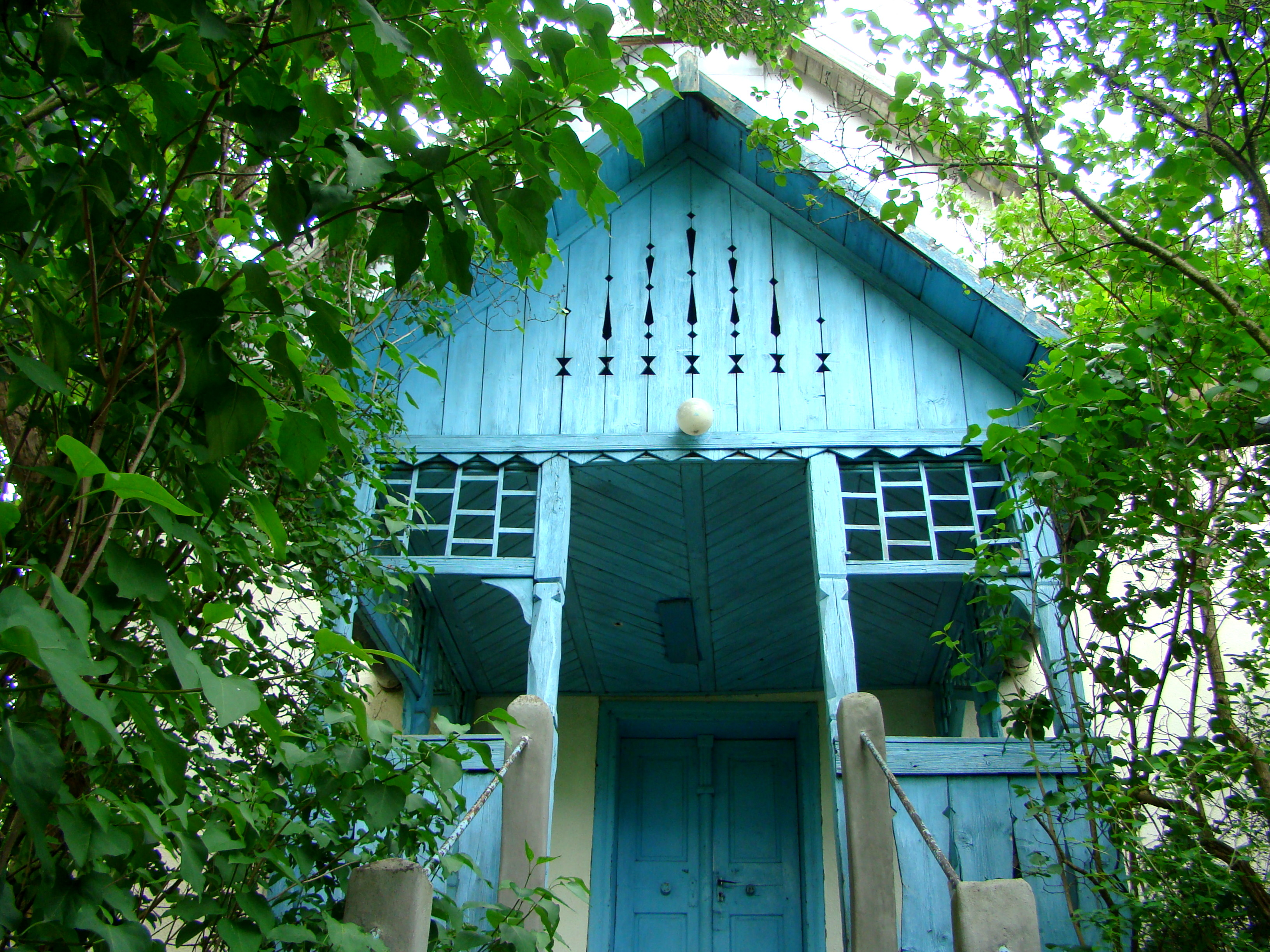
Pridvorul de lemn
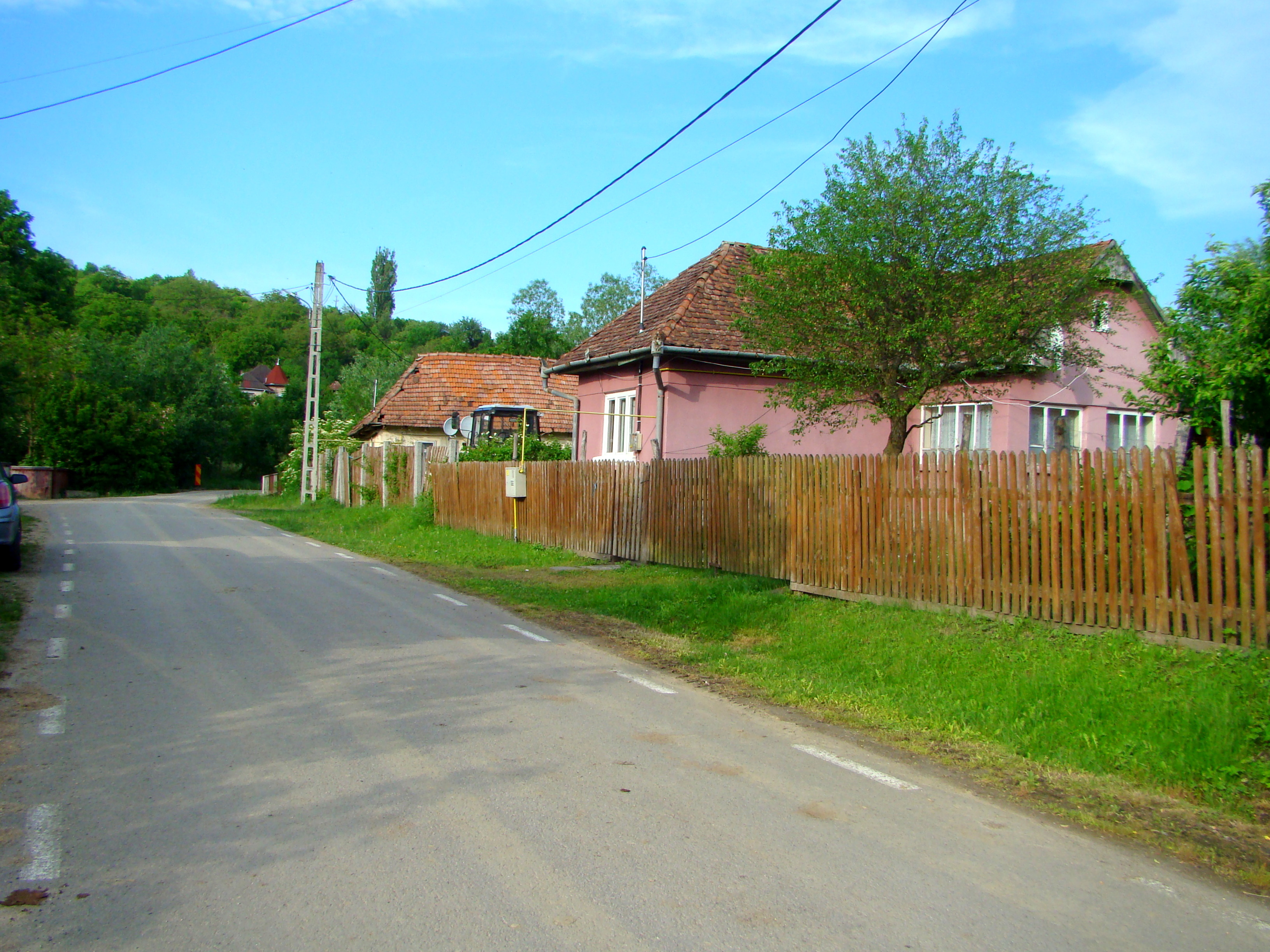
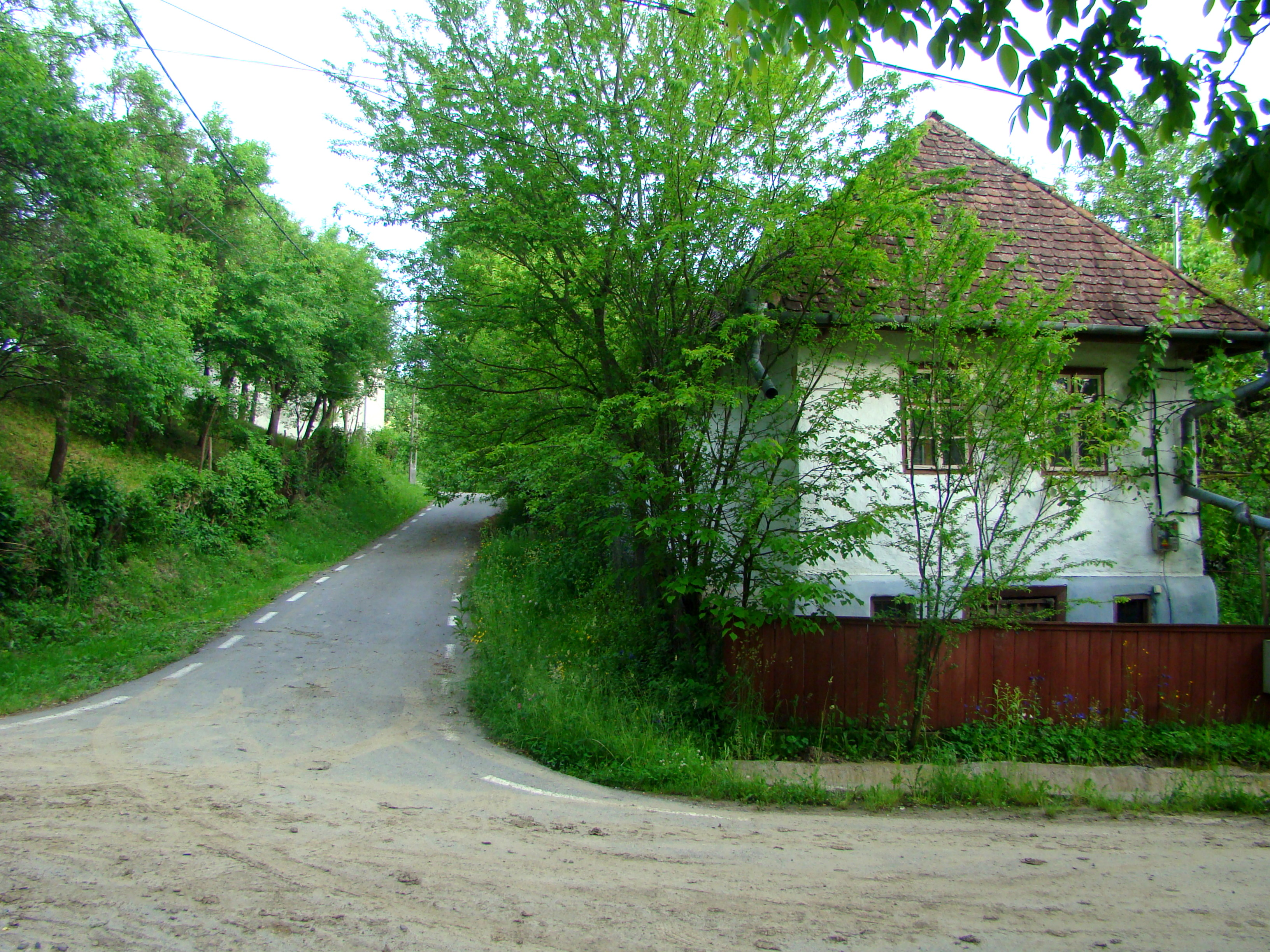